# Караманов, Узакбай Караманович
Узакбай Караманович Караманов (20 августа 1937, аул Уялы, Кызылординская область — 25 сентября 2017, Алматы) — советский и казахстанский партийный и государственный деятель, последний Председатель Совета Министров Казахской ССР и первый премьер-министр Казахской ССР (июль 1989 — октябрь 1991)
Происходит из подрода усен рода шекти племени алимулы.

## Образование
- 1959 г. - окончил Куйбышевский инженерно-строительный институт[2][3];
- 1961 г. — слушатель Высших инженерных курсов при Академии архитектуры и строительства СССР[3];
- Кандидат технических наук (1994)[3];
- Академик Международной экономической академии Евразии[3];
- Академик Международной инженерной Академии Республики Казахстан[3].

## Карьера
- 1959—1961 гг. — прораб Шубар-Кудукской автобазы Актюбинского облавтотреста[2][3];
- 1960 г. — старший инженер отдела строительного управления треста «Кзыл-Ордастрой»;
- 1961 г. — старший прораб строительно-монтажного управления № 27 в г.Аральске;
- 1961 г. — начальник строительного управления в г.Аральске[3], член Коммунистической партии;
- 1964—1967 гг. — директор комбината строительных материалов и конструкций треста «Алмаатапромстрой»[3];
- 1967 г. — заведующий контрольно-строительной группой Управления делами ЦК Компартии Казахстана[3];
- 1967—1975 гг. — начальник СМУ № 22 треста «Алмаатапромстрой»; управляющий трестом «Алмаатапромстрой»[3];
- 1975—1980 гг. — начальник Главного управления Министерства строительства предприятий тяжелой индустрии Казахской ССР[3];
- 1980—1982 гг. — заместитель министра легкой промышленности Казахской ССР[3];
- 1982—1984 гг. — начальник Главного управления по строительству и эксплуатации селезащитных сооружений при Совете Министров Казахской ССР[3];
- 1984-1986 гг. — первый заместитель министра строительства предприятий тяжелой индустрии Казахской ССР[2][3];
- 1986—1987 гг. — первый заместитель министра строительства Казахской ССР[3];
- 1987—1989 гг. — председатель Госснаба Казахской ССР[3];
- 1989 г. — народный депутат СССР;
- С июля 1989 г. по ноябрь 1990 г. — председатель Совета Министров Казахской ССР[3].
- C ноября 1990 г. по октябрь 1991 г. — Премьер-министр Казахской ССР[2][3].
- В 1990—1991 гг. — член ЦК КПСС[3].
- С октября по декабрь 1991 г. — государственный советник Казахской ССР[3];
- С декабря 1991 г. по апрель 1993 г. — государственный советник Республики Казахстан[3];
- 1993—1994 г. — президент Международного фонда спасения Арала[3];
- с 1996 г. — избирался в Мажилис (Парламент) Казахстана, руководил комитетом по экологии и природопользованию.

Основатель союза строителей Казахстана.
Умер 25 сентября 2017 года в Алматы. Соболезнования в связи со смертью Караманова выразил президент Казахстана Нурсултан Назарбаев. Похоронен на Кенсайском кладбище.

## Награды
- 1967 — Почётная грамота Верховного Президиума Казахской ССР[3]
- 1978 — Почётная грамота Верховного Президиума Казахской ССР[3]
- 1985 — Медаль «Ветеран труда»
- 1987 — Почётная грамота Верховного Президиума Казахской ССР[3]
- 1991 — Орден Трудового Красного Знамени[2][3]
- 1996 — Академик Международной инженерной академии
- 1997 — Академик Инженерной академии Республики Казахстан
- 2000 — Почётный профессор Кызылординский университет имени Коркыт ата
- 2000 — Указом Президента Республики Казахстан от 24 октября 2000 года награждён орденом «Барыс» 2 степени[2][3].
- 2001 — Почётный гражданин города Алматы
- 2006 — Почётный гражданин Казалинского района
- 2007 — Почётный гражданин Кызылординской области и Аральского района
- 2011 — Медаль «20 лет независимости Республики Казахстан»
- 2013 — Указом Президента Республики Казахстан от 9 декабря 2013 года награждён орденом «Парасат».[6]
- 2015 — Медаль «20 лет Конституции Республики Казахстан»
- Обладатель Европейской премии в области окружающей среды «Золотой глобус»
- Золотая медаль «Инженерная слава» (Международная инженерная академия, 2016)[7]

## Семья
- Жена: Рахметуллаева Улдай (1937 г.р.)
- Дети: сыновья - Аскар (1961 г.р.), Нурлан (1965 г.р.), Даулет (1970 г.р.)[3]